# غرب غينيا الجديدة
غرب غينيا الجديدة أو بابوا الغربية هي إحدى أجزاء أندونيسيا التي تحتل النصف الغربي وعدة جزر صغيرة من جزيرة غينيا الجديدة، اللغة الإندونيسية هي اللغة الرسمية في المنطقة.